# Aubigny (Deux-Sèvres)
Aubigny és un municipi francès situat al departament de Deux-Sèvres i a la regió de la Nova Aquitània. L'any 2007 tenia 177 habitants.

## Demografia

### Població
El 2007 la població de fet d'Aubigny era de 177 persones. Hi havia 68 famílies de les quals 12 eren unipersonals (4 homes vivint sols i 8 dones vivint soles), 28 parelles sense fills, 20 parelles amb fills i 8 famílies monoparentals amb fills.
La població ha evolucionat segons el següent gràfic:
Habitants censats

### Habitatges
El 2007 hi havia 112 habitatges, 76 eren l'habitatge principal de la família, 24 eren segones residències i 11 estaven desocupats. 110 eren cases i 1 era un apartament. Dels 76 habitatges principals, 71 estaven ocupats pels seus propietaris i 5 estaven llogats i ocupats pels llogaters; 1 tenia una cambra, 3 en tenien dues, 16 en tenien tres, 23 en tenien quatre i 33 en tenien cinc o més. 51 habitatges disposaven pel capbaix d'una plaça de pàrquing. A 36 habitatges hi havia un automòbil i a 33 n'hi havia dos o més.

### Piràmide de població
La piràmide de població per edats i sexe el 2009 era:
| Homes | Edats   | Dones |
| ----- | ------- | ----- |
| 0     | 95 o +  | 0     |
| 0     | 90 a 94 | 0     |
| 4     | 85 a 89 | 12    |
| 0     | 80 a 84 | 4     |
| 0     | 75 a 79 | 4     |
| 8     | 70 a 74 | 4     |
| 12    | 65 a 69 | 0     |
| 4     | 60 a 64 | 8     |
| 4     | 55 a 59 | 8     |
| 0     | 50 a 54 | 12    |
| 4     | 45 a 49 | 0     |
| 16    | 40 a 44 | 8     |
| 4     | 35 a 39 | 4     |
| 0     | 30 a 34 | 8     |
| 12    | 25 a 29 | 4     |
| 4     | 20 a 24 | 0     |
| 8     | 15 a 19 | 4     |
| 4     | 10 a 14 | 4     |
| 0     | 5 a 9   | 4     |
| 4     | 0 a 4   | 16    |

## Economia
El 2007 la població en edat de treballar era de 102 persones, 67 eren actives i 35 eren inactives. De les 67 persones actives 65 estaven ocupades (35 homes i 30 dones) i 2 estaven aturades (1 home i 1 dona). De les 35 persones inactives 19 estaven jubilades, 9 estaven estudiant i 7 estaven classificades com a «altres inactius».

### Ingressos
El 2009 a Aubigny hi havia 74 unitats fiscals que integraven 173,5 persones, la mediana anual d'ingressos fiscals per persona era de 15.867 €.

### Activitats econòmiques
Dels 5 establiments que hi havia el 2007, 2 eren d'empreses de construcció, 1 d'una empresa de comerç i reparació d'automòbils i 2 d'empreses de serveis.
Dels 2 establiments de servei als particulars que hi havia el 2009, 1 era un paleta i 1 guixaire pintor.
L'any 2000 a Aubigny hi havia 12 explotacions agrícoles que ocupaven un total de 264 hectàrees.

## Poblacions més properes
El següent diagrama mostra les poblacions més properes.